# 왕국 순찰사
순찰사 또는 왕국 순찰사, 국왕 순찰사(라틴어: Missi Dominici)는 프랑크 왕국의 관직 명칭이다. 거대한 영토에 이질적인 문화로 구성된 프랑크 왕국을 다스리기 위해 샤를 마르탱과 피핀 3세가 효율적인 통치를 꾀하고자 왕의 권한을 대행하고 영지를 감시하기 위해 속인 1인, 성직자 1인으로 구성된 순찰사를 만들었다.

## 같이 보기
- 순찰사